# Roumanie dans la Première Guerre mondiale
Durant la Première Guerre mondiale, le royaume de Roumanie, où règne depuis octobre 1914 le roi Ferdinand, reste neutre les deux premières années, puis rejoint l'Entente à la fin du mois d'août 1916. Occupé par les puissances centrales au terme d'une offensive concertée de troupes austro-allemandes d'une part, et bulgares d'autre part, le royaume de Roumanie doit capituler à la suite de l'armistice entre la Russie bolchevique et les puissances centrales, puis accepter une paix de défaite en mai 1918. Jamais ratifiée, la Paix de Bucarest constitue une indéniable victoire des Puissances centrales, mais n'empêche pas le retour de la Roumanie dans le conflit durant les derniers jours du conflit, en novembre 1918, après la défaite bulgare et la déroute de la monarchie des Habsbourg sur le front italien.

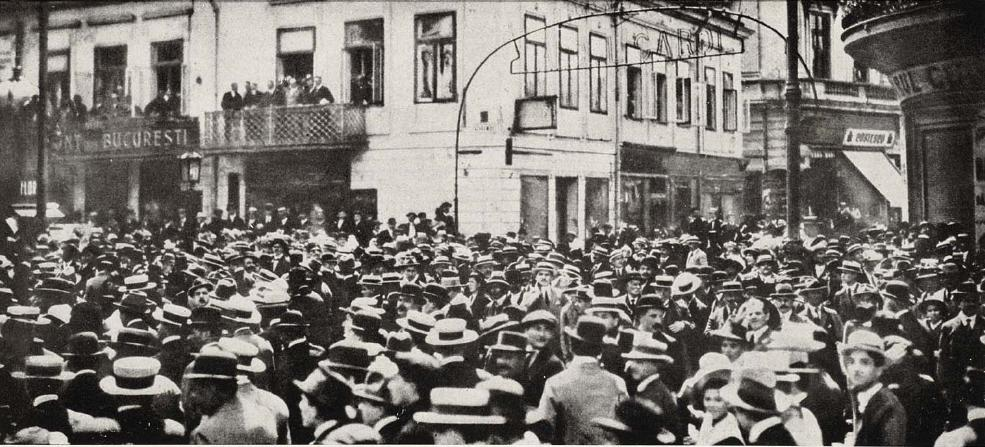
Bucarestois manifestant en faveur des Alliés pendant la Première Guerre mondiale en 1915.

## Roumanie face à la guerre

### Neutralité roumaine

#### Neutralité annoncée
Alliée à l'Autriche-Hongrie depuis la signature d'un traité secret en 1883, la Roumanie est dirigée, au moment de l'attentat de Sarajevo, par un monarque élu qui est resté très allemand, même s'il règne sur son pays depuis 1866. Issu de la branche cadette de la maison de Hohenzollern, qui domine l'Empire allemand depuis 1871, le roi Carol Ier est convaincu de l'invincibilité de son pays d'origine. Profondément germanophile, il est en opposition avec la princesse héritière, née Marie de Saxe-Cobourg-Gotha, et surtout avec l'opinion publique roumaine, traditionnellement francophile,[réf. nécessaire]. Peu après le déclenchement de la Première Guerre mondiale, le 3 août 1914, le souverain réunit le Conseil de la Couronne à Sinaia et demande à ses membres de faire entrer la Roumanie en guerre aux côtés des empires centraux. Malgré le soutien de Petre P. Carp, le roi se retrouve isolé et le Conseil décide de se limiter à une neutralité armée. Après avoir un moment envisagé d'abdiquer, Carol Ier accepte la signature, le 1er octobre 1914, d'une convention secrète, avec la Russie, dans laquelle Saint-Pétersbourg s'engage à défendre l'intégrité du territoire roumain et à reconnaître les droits de Bucarest sur les régions roumanophones de la double monarchie.
Dès la fin du mois de juillet 1914, la neutralité roumaine est annoncée par l'ambassadeur austro-hongrois, Ottokar Czernin. Les responsables de la double monarchie conscients dans les mois qui précèdent le conflit de la réalité des liens qui unissent Bucarest à la Duplice germano-austro-hongroise, souhaitent voir clarifier la position du royaume en cas de guerre européenne. En effet, au printemps 1913, le royaume s'est joint, lors de la Deuxième guerre balkanique aux adversaires de la Bulgarie, précipitant la défaite militaire et politique de Sofia.
À  la mort de Carol Ier, le 10 octobre 1914, son neveu et successeur Ferdinand Ier maintient la neutralité du pays en dépit du capital de sympathie dont bénéficient les Alliés dans la population et dans la classe politique roumaine.
À partir de l'automne 1914, l'entrée de l'Empire ottoman dans le conflit oblige le Reich et la double monarchie à approvisionner l'armée ottomane. Sur le territoire roumain, comme sur le territoire bulgare, transite une contrebande de guerre à destination de l'Empire ottoman.

#### Préparations en vue d'une intervention
Cependant, à l'abri de cette neutralité proclamée, le gouvernement prépare, dans un contexte de dégradation des relations avec la double monarchie,, l'intervention du pays aux côtés des puissances alliées, quand les circonstances le permettront.
Parallèlement à cette dégradation, les Alliés escomptent, dès l'automne 1914, l'intervention des États balkaniques encore neutres à leur côte, dont le royaume roumain ; pour ce faire, ils multiplient les attaques contre l'Empire ottoman.

### Buts de guerre

#### Buts de guerre de la Roumanie en Autriche-Hongrie

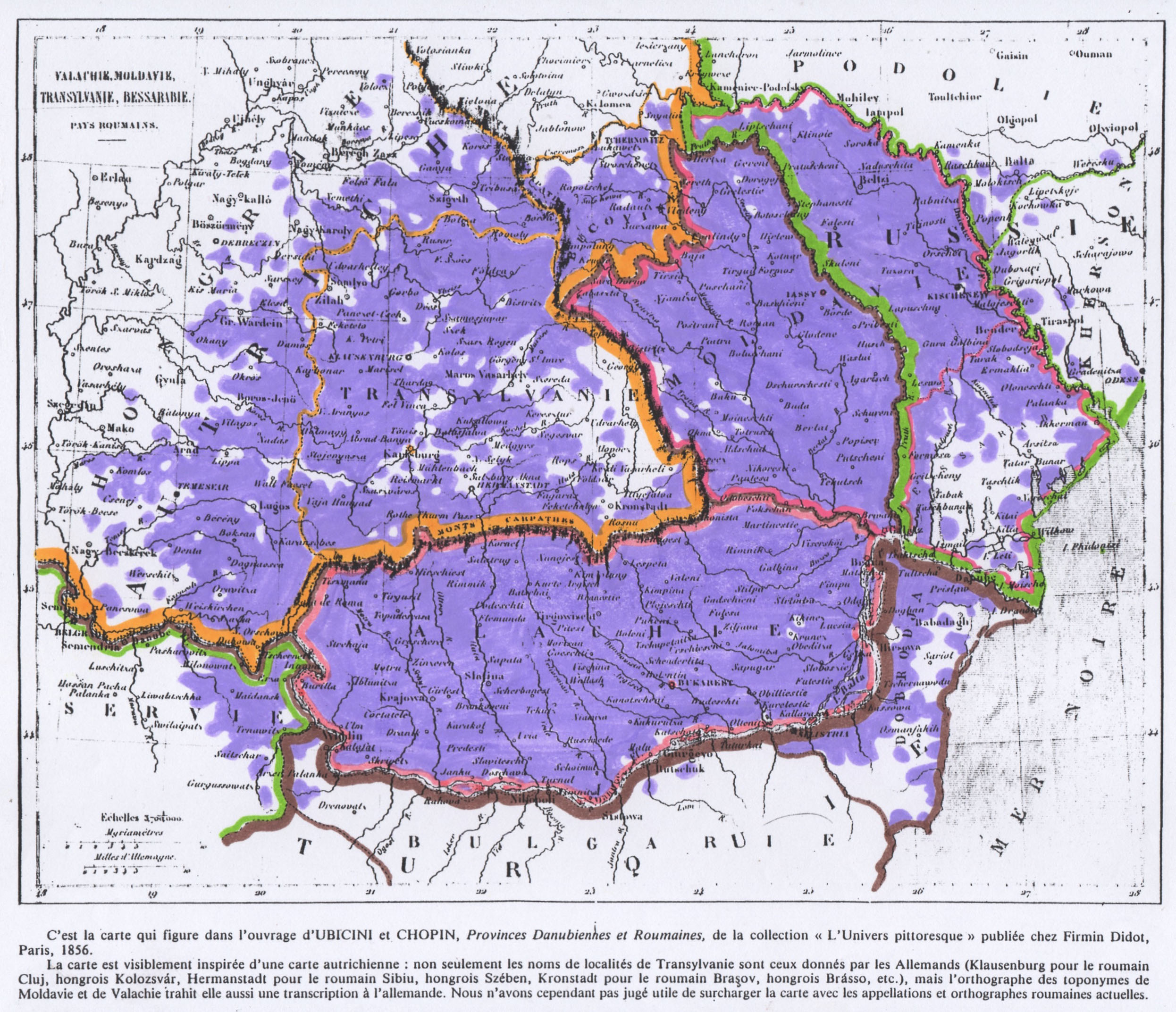
Carte de Chopin et Ubicini, Provinces danubiennes et roumaines, ed. Firmin Didot, Paris 1856 : en violet, les habitats des roumanophones, buts de guerre de la Roumanie.

Le royaume de Roumanie formé en 1859 par l'union des deux principautés danubiennes de Moldavie et Valachie n'englobe en 1916 que la moitié des Roumains, car d'une part près d'un tiers vit en Hongrie orientale, et notamment en Transylvanie, et d'autre part la Moldavie avait été depuis 1775 et 1812 diminuée de moitié par les empires autrichien et russe de sorte qu'un cinquième des Roumains vivait en Bucovine austro-hongroise et en Bessarabie russe. Le royaume menait donc une politique irrédentiste visant à obtenir pour ces régions un maximum d'autonomie locale et de droits linguistiques et culturels pour les roumanophones : avec la guerre, cette politique monte en puissance et se transforme en revendications territoriales. Cependant, l'Autriche-Hongrie et la Russie combattant dans des camps opposés, il est clair que la réunion à la « mère-patrie » (patria mamă) de toutes ces régions est impossible. En rejoignant les Alliés, la Roumanie renonce implicitement à la Bessarabie, où les Moldaves revendiquent le rétablissement de la langue roumaine comme langue locale de leur province. Aussi, au début du conflit, les responsables politiques russes semblent prêts à garantir au royaume roumain des droits culturels en Bessarabie en échange de la neutralité (la Roumanie étant alors proche de la Triplice), en plus de l'annexion de la Transylvanie et de la Bucovine au détriment de l'Autriche, en échange de son entrée en guerre à leur côté.
Dans ce contexte, comme lors des négociations avec l'Italie, les Alliés sont prêts à accéder à la totalité des revendications roumaines sur l'Autriche-Hongrie. Les gouvernants roumains obtiennent ainsi la garantie du rattachement de la Transylvanie historique, du Nord-Est du Banat (à partager avec la Serbie qui, elle aussi, le revendiquait), du Sud de la Marmatie, et la Bucovine du moment que ces territoires soient occupés par les unités roumaines le jour de l'armistice.

#### Buts de guerre des puissances centrales en Roumanie

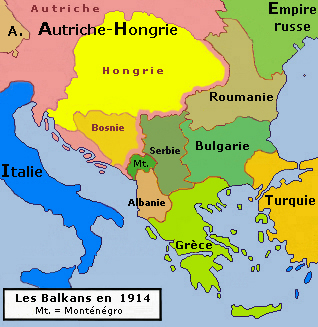
La Roumanie entre les belligérants, 1914.

Les puissances centrales se montrent elles aussi intéressées par l'exercice d'un contrôle politique et économique sur la Roumanie. Celles de l'Empire allemand sont surtout politiques et économiques : accéder aux réserves pétrolières du Royaume alors quatrième producteur mondial, s'emparer des « milliards roumains » et contrôler les bouches du Danube et les ports de la mer Noire. Celles de l'Autriche-Hongrie sont surtout politiques et stratégiques : s'assurer de la mise en place d'un gouvernement ami, afin de sécuriser la Transleithanie et d'empêcher le développement de velléités autonomistes en Transylvanie, et contrôler les cols des Carpates pour empêcher la Roumanie de mener de futures offensives. Celles de la Bulgarie sont surtout territoriales : annexer la Dobroudja qu'elle a toujours considéré comme une province historique bulgare, et surtout la Dobroudja du Sud où, parmi les chrétiens, les Bulgares étaient majoritaires, et que la Roumanie lui avait arrachée en 1913 en l'attaquant à revers durant la Deuxième guerre balkanique. Cependant, face à ses demandes, les représentants allemands défendent le maintien de l'existence du royaume, contre ses alliés austro-hongrois et bulgare, afin de limiter l'influence russe dans la région.
La conquête de la Roumanie à peine achevée, les appétits des puissances centrales se manifestent. En janvier 1917, Czernin avait proposé la répartition des conquêtes des puissances centrales en Roumanie selon un pool, mais les responsables allemands s'y étaient montrés opposés. Ce refus avait rendu nécessaire des négociations entre les puissances centrales, afin de clarifier les objectifs des uns et des autres. Ainsi, en janvier, puis en mars 1917, les négociateurs austro-hongrois exposent les ambitions de la double monarchie en Roumanie, et obtiennent la garantie de l'influence austro-hongroise en Roumanie contre l'abandon de la Pologne à l'Allemagne.
Ainsi, dès le mois de mars 1917, lors des premières conférences austro-allemandes, les diplomates allemands affirment ne poursuivre aucun objectif politique dans le royaume, tandis que les diplomates austro-hongrois proposent un règlement global de la question des changements de souveraineté, mettant en jeu la France, l'Italie et la Russie d'une part, l'Allemagne et l'Autriche-Hongrie, d'autre part, aux dépens de la Roumanie, la France recouvrant une partie de l'Alsace-Lorraine ; la Pologne russe, promise initialement à l'Autriche-Hongrie, reviendrait à l'Allemagne, et Vienne se dédommagerait en annexant l'Olténie roumaine (qui avait déjà été brièvement autrichienne entre 1718 et 1739). Cependant, les représentants allemands repoussent cette proposition austro-hongroise et réaffirment l'intérêt de leur pays pour le contrôle du port de Constanța et des voies de communication, notamment les voies de chemins de fer reliant ce port au Danube. Ainsi, lors des négociations de 1917, les négociateurs allemands souhaitent voir le Reich intégrer la « convention ferroviaire à quatre », liant depuis 1883 l'Autriche-Hongrie, la Serbie, la Bulgarie et l'Empire ottoman, afin de garantir dans la durée la sûreté des liaisons entre l'Allemagne et la Roumanie.
De plus, les diplomates allemands souhaitent s'assurer le contrôle du port de Constanța, clé du contrôle de la péninsule balkanique ; ce contrôle est conçu pour être souple dans sa forme, soit directe, en l'annexant, soit indirecte, en le contrôlant. Ce n'est pas le seul but de guerre allemand sur le Danube : en effet, les Allemands souhaitent exclure de la commission internationale du Danube, qui régit le commerce sur le fleuve, la France, la Grande-Bretagne et l'Italie. Au mois de septembre 1917, Guillaume II, de retour d'un voyage en Roumanie, affine les objectifs allemands dans le royaume.
Pour s'assurer le contrôle des champs pétrolifères roumains et le libre usage du port de Constanța, face à leurs alliés récalcitrants, les responsables allemands rappellent en 1917 la part prépondérante prise par les armées impériales dans la conquête du pays.
Les militaires allemands souhaitent en outre faire du pays une base arrière contre la Russie. Ainsi, au cours de l'automne 1917, alors que la Russie est déjà en train de s'effondrer, l'OHL, le grand quartier général allemand, Erich Ludendorff notamment, demande, sinon un lien territorial direct, du moins une liaison ferroviaire directe entre l'Allemagne et une Roumanie totalement vassalisée politiquement et économiquement, soumission compensée par quelques agrandissements à l'Est de la République démocratique moldave que les Roumains de Bessarabie venaient de proclamer, et dont le parlement souhaitait s'unir à la Roumanie.
Enfin, pour assurer la pérennité de leur influence dans le royaume, les Allemands se montrent partisans de la réorganisation sur le modèle allemand de l'État roumain et de ses institutions, organisés jusqu'alors sur le modèle français.

## Roumanie en guerre

### Négociations avec les deux camps et entrée dans le conflit
Observant l'évolution du conflit en 1914 et 1915, les responsables politiques roumains, tout en menant une politique attentiste, sont cependant fermement convaincus de la nécessité d'entrer tôt ou tard dans le conflit pour « délivrer leurs frères subissant la tyrannie austro-hongroise » . Leur attentisme est utilisé par les responsables du royaume comme un moyen de faire monter les enchères entre les deux blocs ennemis, tout en préparant le pays et son armée à intervenir dans le conflit.
Garant de la neutralité de son pays pendant deux années, le président du Conseil roumain Ion Brătianu signe le 17 août 1916 un traité d'alliance avec les Alliés, au terme de longues tractations : non seulement Brătianu demande l'envoi sur le futur front de 200 000 soldats russes sur le front du Danube face à la Bulgarie, mais aussi il réclame pour le Royaume la totalité des territoires à majorité roumanophone d'Autriche-Hongrie, au-delà de la Transylvanie et du Banat,.
Encouragés par les succès russes face aux Austro-Allemands en Galicie, qui obligent les Austro-Hongrois à dégarnir la frontière roumaine, les responsables roumains se rapprochent des puissances alliés et signent le 23 juillet 1916 une convention prévoyant l'entrée en guerre contre les puissances centrales. Cependant, ce rapprochement se fait sous la condition, formulée par le gouvernement français, que le pays taise ses revendications sur la Bessarabie russe.
Les puissances centrales, informées de la politique roumaine, ont recours à une double politique, usant de promesses de concessions, puis d'intimidation, comme le rappelle Ottokar Czernin, ambassadeur de la double-monarchie à Bucarest. Ainsi, dans un premier temps, la diplomatie allemande se contente de presser la double-monarchie de rétablir l'autonomie de la Bucovine et de la Transylvanie en échange d'une coopération de la Roumanie avec la Triplice. Puis, dans un second temps, parfaitement informés des intentions roumaines, les responsables de la double-monarchie passent à la préparation militaire contre l'intervention roumaine du côté des Alliés, notamment en concentrant en Hongrie une armée de 25 000 soldats appuyée par 25 batteries d'artillerie, commandée par Arthur Arz von Straußenburg.
Une convention militaire est signée le 25 août 1916, annoncée par l'accord politique signé le 17, mais les différents commandants alliés poursuivent des objectifs différents, les Russes souhaitent une intervention contre la double-monarchie en Transylvanie et en Bucovine, tandis que les Français se montrent partisans d'une offensive concertée contre la Bulgarie. L'accord militaire stipule néanmoins la participation de l'armée roumaine à une attaque de grande ampleur contre la double-monarchie : en effet, couverte par les troupes russes au Nord, épaulée par les unités françaises venues de Salonique au Sud, les unités roumaines doivent lancer une offensive de grande ampleur vers Budapest.
Le 27 août dans la soirée, arguant que la double-monarchie n'a pas respecté ses obligations à son égard, l'ambassadeur roumain à Vienne notifie au gouvernement austro-hongrois la déclaration de guerre du royaume de Roumanie à la double monarchie uniquement : l'armée allemande déploie rapidement des unités en Transylvanie afin de parer au danger. Le 28 août, l'Allemagne déclare la guerre au royaume, suivi par l'Empire ottoman le 30 août. Le 1er septembre 1916, la Bulgarie déclare à son tour la guerre à la Roumanie.

### Conséquences pour l'Autriche-Hongrie
Pour les militaires austro-hongrois, l'entrée en guerre de la Roumanie aux côtés de l'Entente ne constitue pas une surprise. Cependant, elle déchaîne les passions en Hongrie, les Hongrois reprochant aux militaires leur imprévoyance ; de plus, les populations transylvaines de souche hongroise et roumaine s'affrontent violemment.
En Transylvanie, les premières offensives roumaines sèment vent de panique : les populations magyares, jusque-là largement favorisées, craignent la violence possible de la paysannerie roumaine et fuient en désordre, encombrant les voies de communication, tandis que le président du conseil István Tisza est violemment apostrophé au parlement de Budapest.
À cette crise politique s'ajoute une crise des relations entre une partie de la direction politique de la double-monarchie, essentiellement le gouvernement hongrois, et le haut commandement. Conformément aux consignes reçues de von Hötzendorf, le commandement austro-hongrois sur place organise la défense de la double-monarchie sur une position assez éloignée de la frontière, laissant le pays sicule (à majorité hongroise) sans défense ; ce choix stratégique suscite des échanges acrimonieux entre les Hongrois, qui s'estiment « abandonnés à la barbarie valaque » et les militaires ; au terme de ces échanges, Arz von Straussenburg reçoit comme consigne de bloquer l'offensive roumaine au plus près possible de la frontière, mais il est trop tard et il ne peut que ralentir l'offensive roumaine. August von Cramon, officier de liaison allemand auprès du quartier général autrichien, constate d'ailleurs, dans ses mémoires, que l'opposition hongroise à toute mesure de repli, aussi bien des civils que des militaires, crée un différend politique entre les responsables civils hongrois et les militaires chargés de la conduite du conflit.
Cette campagne de Roumanie accélère le processus de mise sous tutelle allemande de la double-monarchie. En effet, dès l'ouverture de ce front, le commandement allemand demande, avec toujours plus d'insistance, la mise en place d'un commandement commun germano-austro-hongrois, revendiquant un renforcement de la prépondérance allemande permise par l'accord du 18 juillet 1916 entre Berlin et Vienne.

### Défaite roumaine

#### Opérations militaires

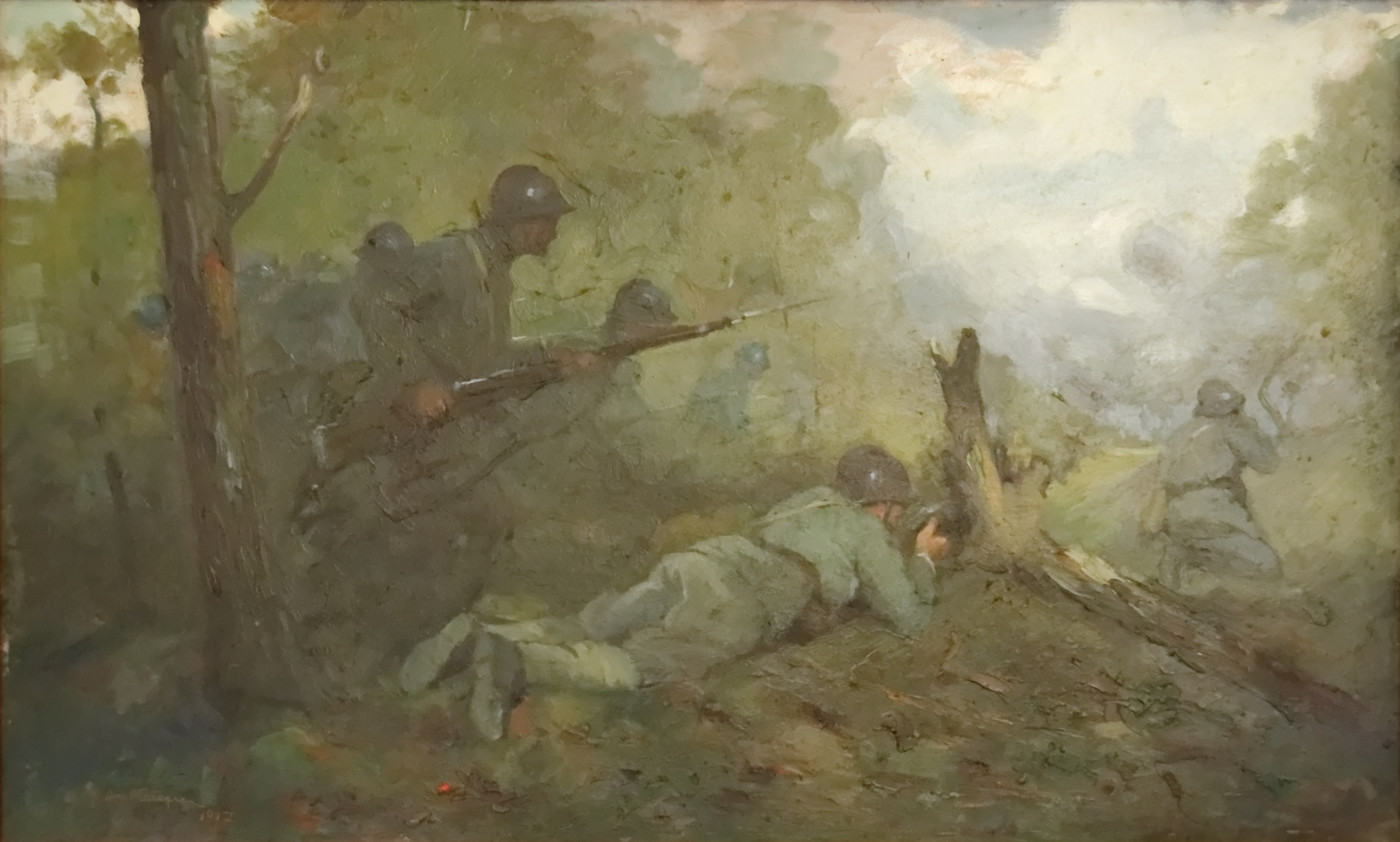
L'attaque, Aurel Băeșu(1917). Huile sur carton exposée au palais Cotroceni, Bucarest

Dès les premiers jours de son offensive, l'armée roumaine, forte de 200 000 hommes, considérablement renforcée par du matériel français expédié via Arkhangelsk et profitant des succès russes en Galicie, avance en Transylvanie afin de déboucher la plaine hongroise et de prendre Budapest : en raison des choix stratégiques des militaires austro-hongrois et de la fuite des civils hongrois de Transylvanie, elle déborde facilement le rideau de troupes laissé face à elle par la double-monarchie.
Cependant, ayant anticipé l'intervention roumaine, von Hötzendorf avait élaboré des plans pour mettre en échec une intervention roumaine dès le printemps 1916. Une armée est ainsi concentrée en Transylvanie qui, même formée d'unités de médiocre valeur, a pour première fonction de protéger la frontière face aux incursions roumaines. Dans un premier temps, le Sud-Est de la Transylvanie est donc facilement investi par des unités roumaines, dont les retards dus à une logistique déficiente vont favoriser les plans de von Hötzendorf[réf. incomplète]. Simultanément, les troupes bulgares pénètrent en Dobroudja du Sud et remportent le 4 septembre 1916 la bataille de Bazargic, causant de lourdes pertes aux unités roumaines déployées face à la Bulgarie.
En dépit de ses succès initiaux en Transylvanie et dans les Carpates, les troupes roumaines, dont la logistique laisse à désirer et qui sont prises à revers par l'offensive bulgare, sont refoulées et le territoire roumain est attaqué en Dobroudja par des unités bulgares renforcées par des divisions allemandes ayant participé à l'offensive contre la Serbie, obligeant les militaires roumains à transférer une partie des troupes employées en Transylvanie vers le Sud du pays.
À ce moment, le 25 septembre, l'armée allemande concentrée en Transylvanie lance une offensive libérant la région occupée par les Roumains en dix-huit jours.
Au mois de novembre, une double offensive est lancée par Erich von Falkenhayn, commandant l'ensemble des unités engagées contre la Roumanie. Par le Nord, elle déborde les cols des Carpates en direction du Sud, et entre en Olténie, tandis que par le Sud des unités allemandes, austro-hongroises, bulgares et ottomanes, placées sous le commandement de August von Mackensen, le vainqueur de la Serbie, occupent la Dobroudja à l'issue de la lourde défaite roumaine de Tutrakan. En dépit des contre-attaques roumaines qui remportent quelques succès locaux, les deux armées font leur jonction le 4 décembre et occupent Bucarest, abandonné par le commandement et le gouvernement repliés en Moldavie,. Dans leur retraite chaotique, les armées roumaines perdent 50 000 hommes.

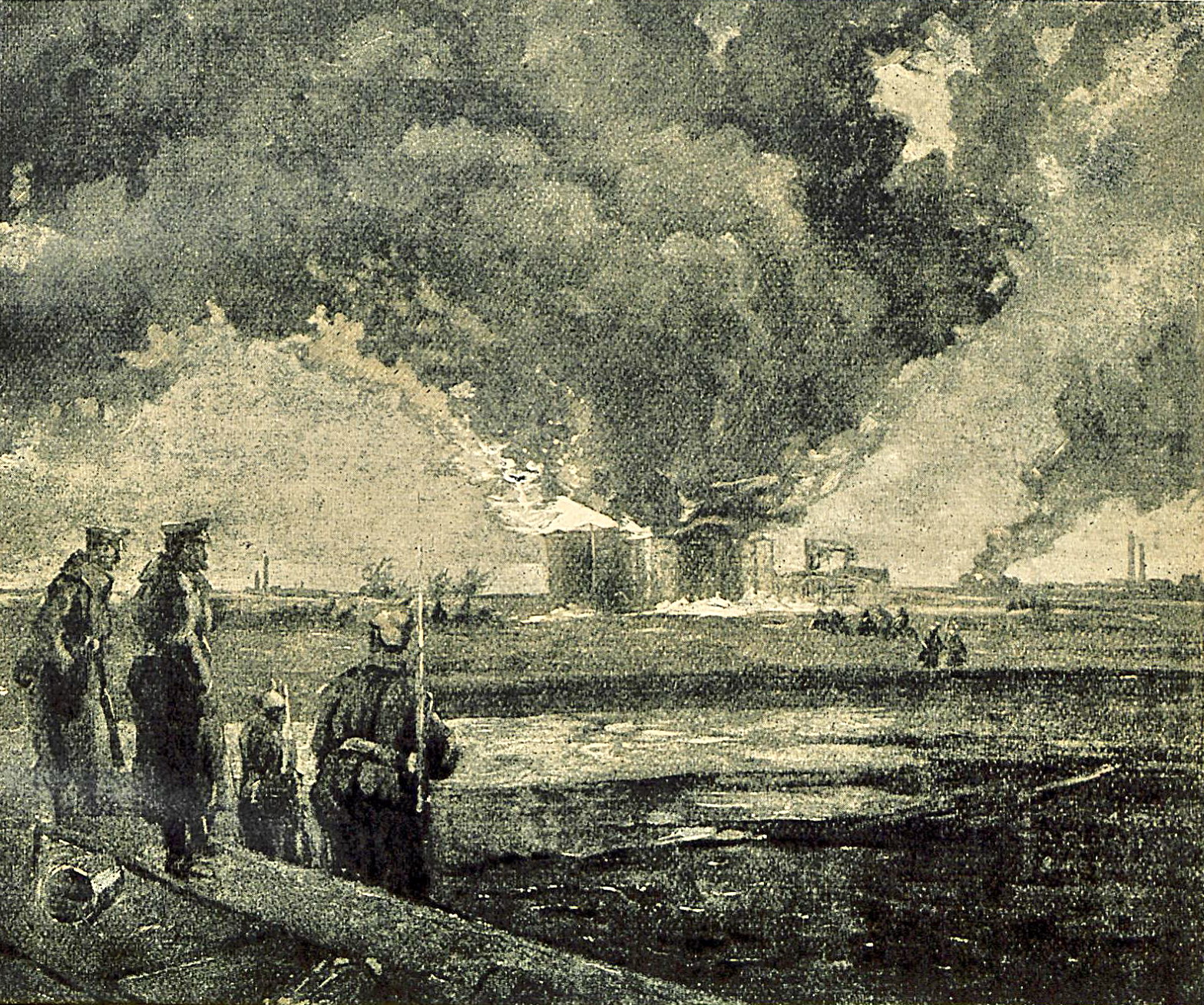
Incendie des puits de pétrole de Ploiești en décembre 1916, dessin d'Albert Reich, 1916-1917.

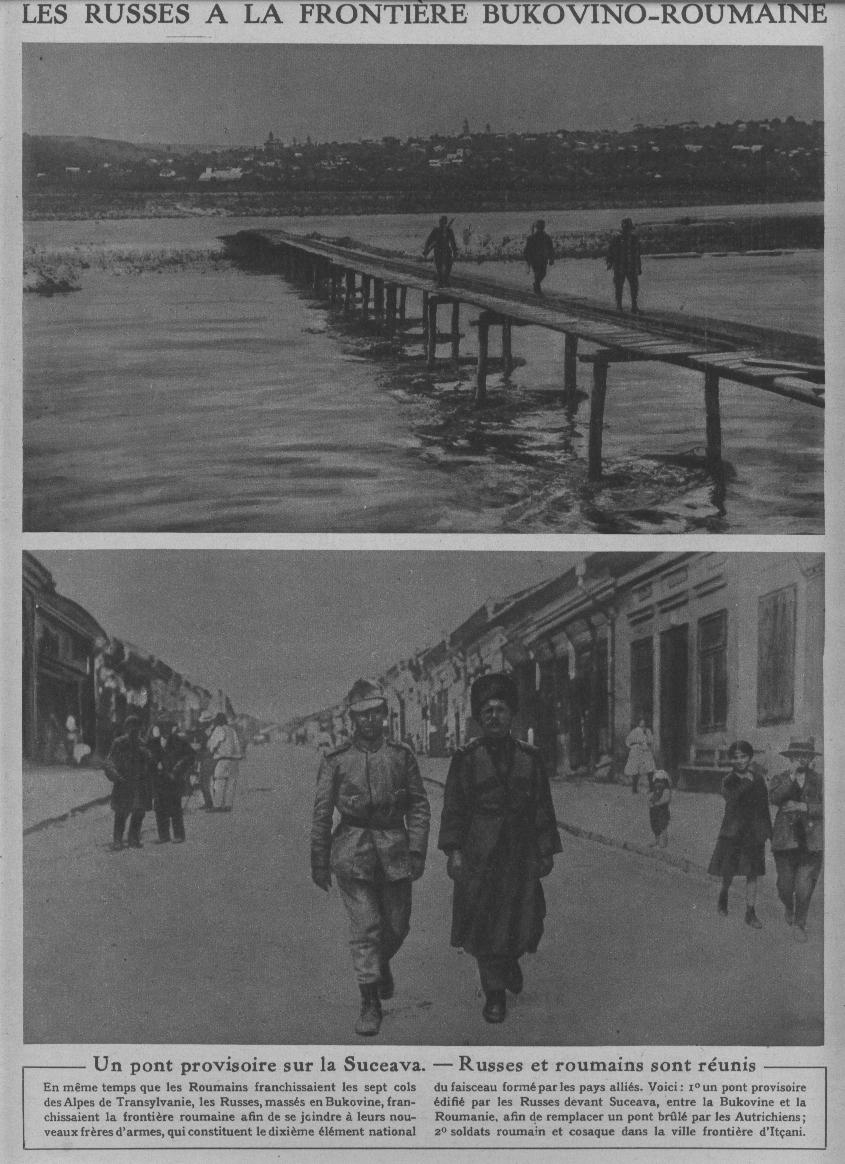
Jonction entre troupes russes et roumaines à Suceava, Le Miroir, 21 septembre 1916.

Les Roumains se regroupent en Moldavie où ils finissent par stopper, au prix de lourdes pertes, l'offensive des Empires centraux (front de Mărășești, le « Verdun roumain »). Ils reçoivent alors l'assistance de leurs alliés : des unités russes relèvent l'armée roumaine, tandis que celle-ci est reconstituée grâce à l'aide de cadres militaires français détachés dans le pays (mission Berthelot). Les « généraux de cercle militaire » comme Mihail Aslan  sont relevés de leurs commandements et remplacés par des militaires compétents comme Alexandru Averescu, la chaîne de commandement est réorganisée, la logistique renforcée.
Au début de l'année 1917, malgré l'occupation de la majeure partie du pays, l'armée roumaine est en mesure de mener des contre-offensives efficaces, les cols carpatiques de la Moldavie étant reconquis, en dépit de l'absence de soutien de l'armée russe alors en pleine décomposition.
Dans ce contexte, les pertes roumaines sont très élevées, tant en hommes (1 300 000 soldats blessés, 700 000 tués et 100 000 prisonniers, pour une population de 10 000 000), qu'en matériel (la totalité de la flotte fluviale danubienne et de l'aviation, 60 % du matériel ferroviaire ainsi que 520 canons soit 40 % de l'artillerie de l'armée, sont capturés par les armées des puissances centrales). Les prisonniers sont répartis entre les puissances centrales, plusieurs milliers d'entre eux meurent suite de mauvais traitements dans des camps allemands.

#### Occupation du pays

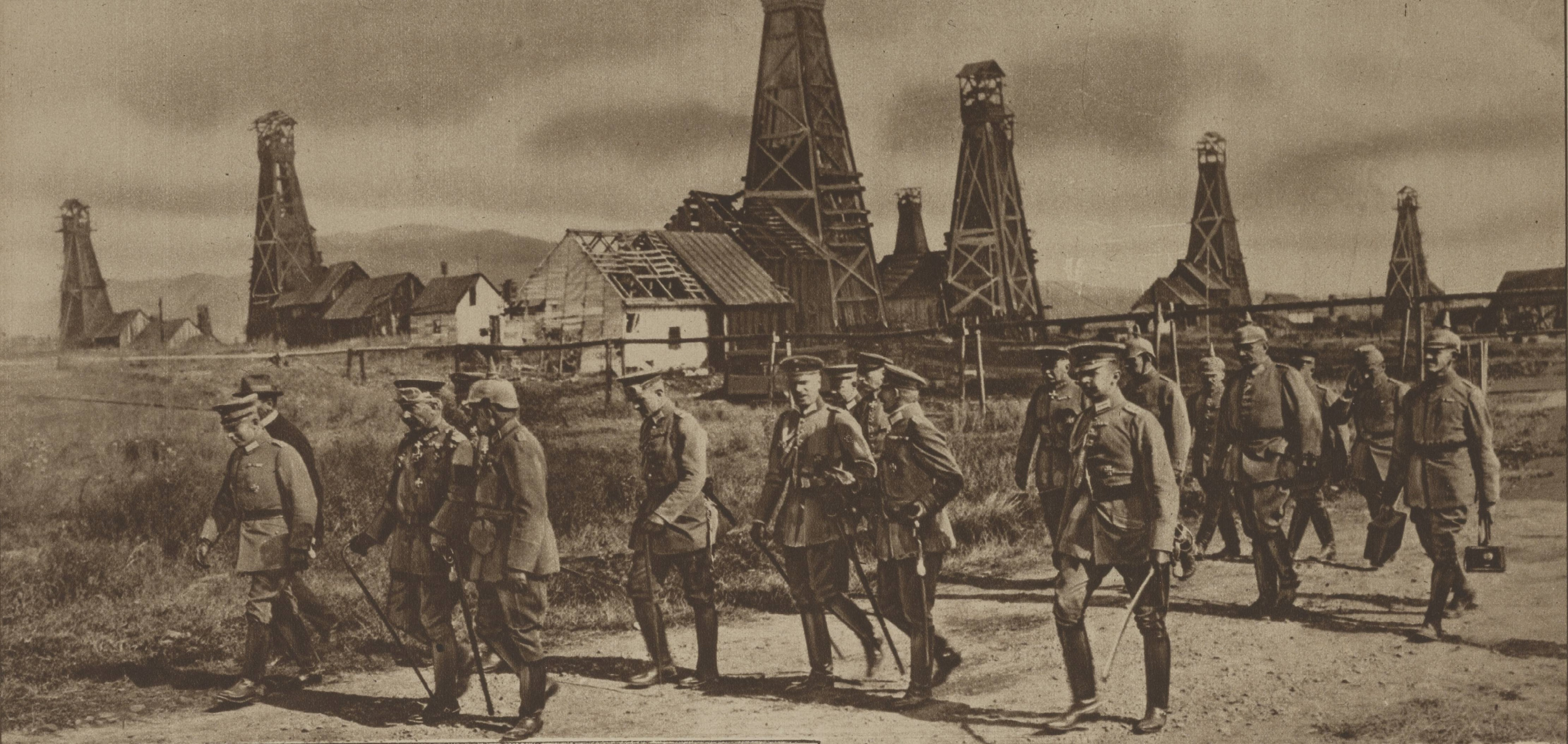
Guillaume II visitant les champs pétrolifères en septembre 1917.

À partir de la fin de l'année 1916, 75 % du royaume sont occupés par les puissances centrales. Le gouvernement, replié à Jassy, contrôle encore la Moldavie, le port danubien de Galați et le Delta du Danube, mais dans la zone occupée, la population, d'abord jetée sur les routes dans des conditions effroyables, ensuite revenue dans les foyers mais souvent pour les retrouver dévastés et pour devoir subir une rude occupation et des réquisitions permanentes, vit dans la terreur et la misère. Une épidémie de typhus fait plus de victimes que les combats entre décembre 1916 et juin 1917. Elle emporte notamment des membres des équipes médicales de la mission française de soutien : infirmières, religieuses et médecin,.
Pourtant, le Kaiser allemand Guillaume II, visitant le pays en septembre 1917, est séduit par les richesses agricoles et pétrolifères qu'il entend placer sous une stricte tutelle économique des milieux d'affaires germaniques, tandis que le haut commandement allemand préfère la mise en place d'un contrôle direct de l'État impérial sur certaines régions et sur Constanța.

## Sortie et retour dans le conflit

### Paix de Bucarest

La Roumanie après le traité de Bucarest.

#### Négociations
L'effondrement de la Russie en 1917 et la signature du traité de Brest-Litovsk début 1918 entre les puissances centrales et le gouvernement bolchevik (qui livrent aux Allemands les pays baltes, la Biélorussie et l'Ukraine, de sorte que la Roumanie est totalement encerclée) rendent toute résistance impossible. Durant l'été 1917, l'armée russe présente en Roumanie se débande et, pour survivre, pille le pays.
Dans ces conditions, le 9 décembre 1917, des négociations en vue d'un armistice sont ouvertes entre les puissances centrales d'une part, et le royaume d'autre part. Rapidement, les négociateurs allemands, partisans de la mise en coupe réglée du pays, souhaitent un changement de dynastie, Ferdinand étant l'un des plus fervents partisans de l'entrée en guerre[Information douteuse] de la Roumanie contre les Puissances centrales.
Mais les négociateurs roumains, aussi habiles que tenaces, ne sont prêts à accepter le changement de dynastie qu'en échange du maintien de la Dobroudja et de Constanța sous souveraineté roumaine. Certes, Guillaume II avait promis à la Bulgarie en 1915 et à l'Autriche-Hongrie la satisfaction de leurs exigences territoriales. Mais, concernant la Bulgarie, le traité turco-bulgare de septembre 1915 l'obligeait à donner une compensation proportionnelle à l'Empire ottoman en cas d'agrandissement aux dépens de la Roumanie et les Allemands profitent de ces dispositions pour imposer un compromis à leur avantage : la Dobroudja au sud d'une ligne Rasova-Agigea est bien annexée au royaume de Bulgarie, mais le nord de la région, comprenant le port de Constanța, demeure roumain tout en restant occupé par les Allemands et contrôlé par des capitaux allemands, provoquant ainsi le mécontentement des Bulgares, désormais plus réservés sur la poursuite d'une guerre qui profite essentiellement à l'Allemagne.
De plus, ces négociations font apparaître une césure supplémentaire entre Allemands et Austro-Hongrois. En effet, dès le 20 février 1918, Charles Ier d’Autriche souhaite une modération des objectifs poursuivis pour la conclusion du traité de paix ; l'expression de cette modération entraîne de la part des responsables allemands une forte hostilité qui montre le peu de cas qu'ils font des avis austro-hongrois à ce stade du conflit.
Enfin, la ténacité des diplomates roumains parvient à amoindrir certaines clauses des préliminaires du 5 mars 1918, parvenant ainsi à réduire de près des deux tiers la superficie des territoires annexés par la double monarchie : les préliminaires de Buftea prévoient initialement l'annexion par l'Autriche-Hongrie de territoires d'une superficie totale de 15 900 km2, alors que les clauses territoriales du traité de Bucarest, signé le 7 mai 1918, prévoient l'annexion de territoires dont la superficie n'est que de 5 600 km2.

#### Clauses et mise en application
Différentes clauses sont imposées au royaume défait, politiques, territoriales, militaires et économiques.
Les clauses économiques du traité constituent l'essentiel du texte, et mettent durablement le pays sous la tutelle économique allemande et austro-hongroise, garantissant à la société pétrolière de la Mitteleuropa, à capitaux allemands et austro-hongrois le monopole de l'exportation du pétrole roumain. De même, les surplus agricoles sont garantis aux Empires centraux jusqu'en 1927 : des marchandises et des céréales doivent être livrées dans les délais les plus brefs à la double monarchie,.
La première manifestation de la défaite roumaine est constituée par les pertes territoriales du royaume, en Dobroudja du Sud, annexée par la Bulgarie jusqu'à une ligne Rasova-Agigea, dans les Carpates et autour de la Bucovine, régions dans lesquelles la double monarchie se contente de rectifications de frontières. Cette modification de la frontière occasionne une perte définitive de 5 800 km2, dont les deux tiers, soit 5 772 km2 sont dévolus à la Hongrie.
Le traité est signé, mais non ratifié, ni par les puissances centrales, ni par la Roumanie, de sorte que l'état de guerre perdure entre le royaume et les puissances centrales, même si celles-ci font transiter des troupes et des approvisionnements par les voies de communications roumaines.
Dans les derniers jours du conflit, à la fin du mois de septembre 1918, alors que la défaite des puissances centrales est consommée, les responsables allemands s'accrochent encore à l'espoir de sauvegarder les clauses du traité de Bucarest.

#### Dénonciation
Le 10 novembre 1918, alors que l'Autriche-Hongrie a déjà signé un armistice avec les Alliés, le gouvernement du Royaume, soutenu par le Général Franchet d'Esperey, dénonce l'armistice signé en décembre 1917 et reprend le combat contre les Puissances centrales, faisant rentrer le royaume dans le camp allié.

### Cobelligérance de 1918-1919

#### Après l'armistice de Villa Guisti
Lors de l'annonce de l'armistice signé par la double-monarchie avec les Alliés, les Roumains d'Autriche-Hongrie, qui ont déjà élu leur Conseil national, reprennent à leur compte les revendications roumaines garanties par les accords de 1916, et se heurtent aux velléités politiques, vite balayées, du gouvernement mis en place à Budapest à la suite du retrait du roi de Hongrie Charles IV.
Le 30 octobre 1918, les Français, depuis Salonique, font connaître aux autorités roumaines certains projets envisagés par Georges Clemenceau pour la Roumanie dans l'Après-Guerre,.
Ainsi, dès le 7 novembre 1918, les Roumains reprennent les hostilités, tandis que les troupes d'occupations germano-austro-hongroises sont en cours d'évacuation et des négociations en cours pour la conclusion d'une suspension d'armes entre la Hongrie et les Alliés.
Au terme d'une promenade militaire, les troupes roumaines entrent facilement en Transylvanie, mais évitent le Banat, contrôlé par les Français, officiellement pour éviter des heurts entre troupes roumaines et serbes.

#### Reprise des hostilités à l'Ouest
Le 10 novembre, à l'annonce du passage du Danube par les troupes alliées, les unités roumaines rentrent à nouveau en action, talonnant les unités allemandes en retraite en Valachie et en Transylvanie.
Dès le 11 novembre, le territoire hongrois est ainsi directement menacé par l'avance roumaine, accélérant la désintégration de l'Autriche-Hongrie et le retrait de Charles IV, roi de Hongrie.
Au terme de la convention militaire du 13 novembre, négociée par le commandant en chef du Front d'Orient, Louis Franchet d'Espèrey, les unités roumaines occupent la totalité de la Transylvanie et le Nord du Banat, laissées dans le flou par la Convention de Belgrade. Aussitôt, une commission tripartite se met en place pour administrer la Transylvanie, présidée par le ministre hongrois civil Oskar Jászi (en) et le général roumain Alexandru Averescu, mais où le Conseil national des Roumains de Transylvanie, du Banat, de la Crișana et du Maramureș joue le rôle principal.
La convention militaire du 13 novembre ne garantit cependant pas la paix et la démobilisation des troupes roumaines après le retrait de l'armée allemande.
Le 1er décembre 1918, le Conseil national des Roumains de Transylvanie, du Banat, de la Crișana et du Maramureș proclame son indépendance vis-à-vis de la Hongrie et l'union des territoires qu'il contrôle avec la Roumanie. Contrôler ces territoires constitue la priorité de l'armée et du gouvernement de Bucarest,. Au printemps 1919, à Budapest, la nouvelle République des conseils de Hongrie, communiste, cherche à reprendre les territoires perdus, déterminant les Alliés à réagir : l'armée roumaine reçoit pour mission d'abattre ce « danger bolchevik ». Les hostilités reprennent le 16 avril 1919. En juillet 1919, devant les succès remportés par les communistes hongrois, les unités roumaines déclenchent une contre-offensive qui les conduit à Budapest en quelques jours. À la faveur de ces opérations, les unités roumaines occupent la Hongrie orientale jusqu'au Danube : à leur tour, les Roumains pillent le réseau ferré et la flotte fluviale du Danube, désorganisant l'économie hongroise pour plusieurs mois, mais remplaçant ainsi les pertes de leur propre matériel ferroviaire et navigant.

#### Hostilités et cessez-le-feu à l'Est
En dépit de ces succès contre le régime en place à Budapest au printemps 1919 et de l'épuisement des soldats roumains, la France, principal soutien de la Roumanie et de ses revendications, rappelle que le royaume n'est entré en guerre qu'en 1916 et, en 1919, demande une participation militaire roumaine à l'offensive anti-bolchévique en Russie ; les Roumains attendent, en échange, la reconnaissance officielle par les Alliés de l'union entre la République démocratique moldave de Bessarabie et le royaume de Roumanie. Cette participation consistera à s'opposer aux bolcheviks et aux troupes russes débandées en République démocratique moldave, à favoriser la constitution et le passage vers d'Est de l'armée blanche Drozdovski, et à empêcher les incursions bolchéviques sur la rive droite du Dniestr.
En fait, les hostilités à l'Est avaient, pour la Roumanie, pris le relais de celles à l'Ouest avant même la paix de Bucarest, et dans ces opérations, outre la mission Berthelot (qui avait du officiellement se retirer, mais en fait une partie des officiers français endossèrent l'uniforme roumain), Alexandru Averescu put compter sur l'agent britannique Joseph W. Boyle, officier canadien envoyé par le Comité américain des ingénieurs de Londres, pour aider à réorganiser le système ferroviaire sur le front de l'est. En décembre 1918, il négocia avec le jeune gouvernement bolchevique russe la restitution à la Roumanie de son or et de ses archives, mais échoua sur la question de l'or. En février suivant, il négocia en Bessarabie, pour les gouvernements roumain et moldave, un cessez-le-feu sur le Dniestr avec la république soviétique d'Odessa qui, à ce moment, contrôlait le gouvernement de Kherson.
En coopération avec le capitaine George Alexander Hill, autre agent secret britannique, Boyle participa à des opérations clandestines contre les Allemands et les Bolcheviks qui contrôlaient conjointement la région d'Odessa et de Kherson conformément au traité de Brest-Litovsk, dans le but de préparer un éventuel débarquement anglo-français (qui eut lieu en décembre). En mars-avril 1918, pendant les massacres bolchéviks d'Odessa, il parvint à sauver cinquante officiers Roumains capturés en Bessarabie par les troupes de Vladimir Ioudovskiy (ru) dirigeant du « Milrevkom » bolchévik et président de la république soviétique d'Odessa. Ce sauvetage lui confèra un prestige de héros en Roumanie, où la cour royale lui ouvrit ses portes. Récompensé par le titre spécial de « sauveur de la Roumanie », Boyle devint un conseiller officieux de la cour royale roumaine et, à la conférence de Paris pour la Paix de 1919, son rôle sera déterminant pour que la Roumanie obtienne du gouvernement canadien un prêt de 25 millions de dollars.

#### Négociations avec les Alliés
Au retour du royaume dans les hostilités contre les Empires centraux, les représentants roumains œuvrent à Paris, auprès des Alliés victorieux, pour rappeler leur contribution à la lutte antibolchévique début 1918, pour faire oublier la paix de Bucarest de mars 1918 et pour faire reconnaître officiellement dans les traités de paix le statut de vainqueur de leur pays, les clauses d'alliance de 1916 (rattachement des territoires anciennement austro-hongrois), et l'union de la République moldave (Bessarabie). À partir du 12 décembre 1918, date du retour aux affaires d'Ion Brătianu, ces revendications portent leurs fruits : le 30 décembre, le ministre français des Affaires étrangères, Stephen Pichon, annonce au chef du gouvernement roumain la reconnaissance de son statut de belligérant aux côtés des Alliés.
En Transylvanie, la convention du 13 novembre définit une ligne de démarcation entre les unités alliées d'une part et les unités hongroises de l'autre ; les membres du Conseil national roumain affirment publiquement le 1er décembre 1918, leur volonté de rattachement de leurs territoires au royaume de Roumanie. Ce rattachement est sanctionné à partir du lendemain par l'entrée dans la région des unités roumaines, au grand dam des représentants des Magyars de la région, tandis que les Allemands transylvains se tiennent dans l'expectative. Les responsables politiques hongrois tels Oskar Jász proposent, avec l'appui de certains militaires français, la constitution d'un État transylvain indépendant au sein d'une fédération avec la Hongrie, tandis qu'une partie de l'aristocratie magyare offre la couronne hongroise à Ferdinand Ier de Roumanie, préférant une union personnelle entre la Grande Hongrie et la Roumanie dans leurs frontières de 1918, plutôt qu'un rattachement pur et simple à la Roumanie des territoires austro-hongrois à majorité roumanophone (tel qu'il sera consacré en 1920 par le Traité de Trianon), mais la proclamation de la République des conseils de Hongrie ruine les chances de ces deux propositions.
En Bucovine, les Roumains proclament également l'union de leur province au royaume le 8 décembre 1918. Ce faisant, ils heurtent les revendications des Ukrainiens locaux (40 % de la population de la province, majoritaires dans le Nord-Ouest) mais là encore, la victoire des bolcheviks en Russie et Ukraine joue en faveur du rattachement de toute la Bucovine à la Roumanie, évidemment encouragé par le gouvernement de Bucarest.

#### Traités de paix

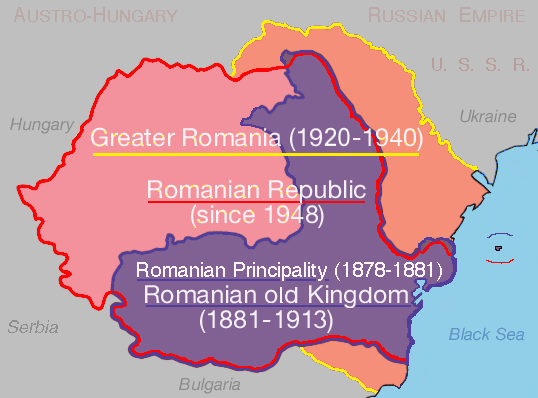
Évolution des frontières du Royaume depuis 1881.

Dans le cadre des négociations de la fin de l'année 1918, les négociateurs roumains, appuyés par certains militaires et diplomates français, parviennent à obtenir pour leur pays, un statut de vainqueur, permettant au royaume de Bucarest de se voir à la fois confirmée la possession de la Bessarabie, annexée en mai 1918, et de la Transylvanie, dont le statut est alors incertain, ainsi qu'un statut de belligérant comparable à celui de la Serbie.
Les traités de paix garantissent les droits des minorités intégrées au royaume : hongroises, allemandes, juives, ukrainiennes, bulgares, turques ou tziganes. Par ailleurs, dans les nouveaux territoires, des mesures innovantes avaient été prises par les Comités nationaux locaux tels le Conseil national des Roumains d'Autriche-Hongrie ou le Conseil moldave : réformes agraires, citoyenneté sans discriminations, suffrage universel, vote des femmes.
En théorie, pour garantir ces mesures et les droits de ces minorités, la Société des Nations est alors censée mettre en place une instance de contrôle de la politique menée par le royaume dans ses nouvelles frontières, mais en pratique, surtout après la crise économique des années 1930, la démocratie parlementaire recule face aux tensions nationalistes, et les droits des minorités avec elle.

## Commémoration

### Dans l'entre-deux-guerres
Des monuments aux morts sont construits dans le pays. Ainsi en 1923, une tombe du soldat inconnu est inaugurée à Bucarest. Entre 1926 et 1928, une croix de fer est installée à 2 291 m au sommet du mont Caraiman, dans la commune de Bușteni.
Le rôle du couple royal dans le conflit renforce la légitimité de la dynastie durant l'entre-deux-guerres. Ils entretiennent la mémoire de la guerre, par exemple en inaugurant en 1922 le cimetière roumain de Soultzmatt qui rassemble les corps de prisonniers de guerre détenus en Alsace par les Allemands.
Par ailleurs, la mémoire de la guerre est centrale dans la construction idéologique de la Garde de fer, mouvement fasciste roumain.

### Sous le régime communiste
Le rôle du couple royal est effacé dans l'historiographie communiste écrite à partir de 1947, notamment dans le Manuel d'Histoire Populaire Roumaine de Mihail Roller, qui exalte l'alliance russe en s'appuyant sur l'analyse léniniste de la guerre. En 1958, la tombe du soldat inconnu de Bucarest est déplacée à Mărășești pour faire place à un monument communiste, alors que les commémorations dédiées à cette guerre ne sont plus organisées.